# Genová vazebná skupina
Genová vazebná skupina je skupina genů nacházející se na jednom chromozomu. Pro tuto skupinu genů neplatí třetí Mendelův zákon (zákon o volné kombinovatelnosti vloh).
Genetici říkají, že mezi těmito geny existuje vazba. Rozlišujeme vazbu úplnou, kdy u dané skupiny genů nedochází ke crossing-overu (celá skupina genů se pak při křížení jedinců chová jako jeden jediný gen), nebo k němu dochází a v tom případě se vazba projeví tím, že rodičovské kombinace alel se v populaci potomků objevují častěji, než by odpovídalo předpokladům zákona o volné kombinovatelnosti vloh.
Sílu vazby je možno vyjádřit Morganovým nebo Batesonovým číslem.

## Morganovo číslo
Morganovo číslo (p), pojmenované po Thomasi Morganovi, který formuloval zákony dědičnosti (Morganovy zákony dědičnosti, získáme tak, že počet rekombinovaných potomků vydělíme počtem všech potomků. Morganovo číslo se udává v morganech nebo (po vynásobení stem) v centimorganech (cM) a určuje sílu vazby. Zároveň slouží orientačně k odhadům vzdálenosti mezi geny na chromozomu a k určení pořadí, v jakém se na chromozomu nacházejí – tzv. tvorba chromozómových map. Neexistuje však žádný způsob, jak převést centimorgany na nějakou reálnou vzdálenost, neboť se vztahují k četnosti crossing-overů mezi geny a ty závisejí i na spoustě dalších okolností. Hodnoty Morganova čísla se pohybují v intervalu 0–50 cM.

## Batesonovo číslo
Batesonovo číslo (c), pojmenované po Williamu Batesonovi, získáme, když počet nerekombinovaných potomků vydělíme počtem rekombinovaných potomků. Říká nám, kolikrát častěji vznikají nerekombinovaní jedinci než rekombinovaní. Vynásobíme-li známým Batesonovým číslem teoretický štěpný poměr vyplývající z Mendelova zákona o volné kombinovatelnosti vloh, získáme teoretický štěpný poměr, který máme očekávat u dané skupiny vloh. Batesonovo číslo nám tedy říká, jak existence vazby deformuje štěpný poměr platný pro nevázané geny.
Mezi Morganovým a Batesonovým číslem platí následující vztahy:
p = 100 / (c + 1)
c = (1 − p) / p (respektive c = (100 − p) / p, pokud p udáváme v centimorganech)